# Град бола (роман)
Град бола је аутобиографски роман Метија Камберија написан 2020. године у којем деветнаестогодишњи аутор проговара о систему и деци без родитељског старања. Роман је номинован за НИН-ову награду за 2020. годину.

## О књизи
Град бола је потресна, филмски динамична, романсирана, аутобиографска прича говори о одрастању на улици, животу у дому за незбринуту децу и одрастању детета у најсуровијим социјалним условима. Град бола је роман који је препун вере у живот, у људе…
Мети Камбери овом причом и сопственим искуством доказује да је веома “исплативо” борити се… Ову романсирану исповест деветнаестогодишњи аутор је посветио деци без родитељског старања, а и свима  који често окрећећу главу од социјалне реалности.
О настанку романа Мети је рекао:
| „ | Роман сам писао осам месеци. Било је дана кад сам писао и по 15 сати дневно, али је било и дана кад нисам могао да пишем. Паралелно с писањем романа радио сам на грађевини, па сам писао ноћу. То ми је одузело пуно снаге. Осећам се уморно, али желим да напишем још један роман. | ” |

## О писцу
Мети Камбери је рођен 2000. године у Нишу, у сиромашној ромској породици. Тумарао је са братом улицама и просио. Променио је три хранитељске породице. У дванаестој години смештен је у дом за незбринуту децу „Душко Радовић”, где почиње другачији живот.
Када је Мети Камбери стигао у дом имао је 12 година, али због пропуста у образовању није знао да чита и пише. Захваљујући снази воље успе је да промени свој живот. Завршио је средњу школу са одличним успехом и планира да упише филозофски факултет. Након пунолетства, како закон предвиђа, морао је да напусти смештај у дому. Почео је да ради на грађевини и сналазио се уз помоћ пријатеља.
Мети већ неколико година ради и у воленторском тиму Уједињених нација у Србији.
Камбери оца никада није упознао, а мајка га је напустила, и каже да му зато недостаје љубав. 
Почео је да пише како би победио своје унутрашње страхове, немире и демоне. Мети каже о свему томе:
| „ | Мислим да сам раније сазрео од моје генерације и научио сам те уличне кодексе, пре свега да будем моралан, честит, веран, поштен, искрен, иако то људима делује као да сам уличар, праварант, овакав и онакав, али не". Роман “Град бола” сам посветио деци без родитељског старања и оној другој “срећној” деци. Желео сам прикажем праву слику система. Извршио сам катарзу на неки себи својствен начин и сада ми је пуно лакше. Роман ће сигурно пробудити емоције у сваком читаоцу, и да, то је био један од мојих циљева. Да читаоци схвате да постоје и други животи пуни проблема, и да самим тим увиде колико су њихови проблем мањи у односу на проблеме деце без родитељско старања. | ” |